# Dorotea María de Anhalt
Sofía Dorotea María de Anhalt (Dessau, 2 de julio de 1574-Weimar, 18 de julio de 1617) fue por nacimiento miembro de la Casa de Ascania y princesa de Anhalt. Después de su matrimonio, se convirtió en duquesa de Sajonia-Weimar.
Dorotea María fue la sexta hija del príncipe Joaquín Ernesto de Anhalt, pero la segunda con su segunda esposa Leonor, hija del duque Cristóbal de Wurtemberg.

## Biografía
En 1586, Dorotea María, con doce años de edad, fue elegida por su padre como abadesa de Gernrode y Frose como sucesora de su hermana mayor, Inés Eduviges.
En 1593 fue liberada del puesto como abadesa con el propósito de casarse con el duque Juan II de Sajonia-Weimar. La boda tuvo lugar en Altemburgo el 7 de enero de ese año. Su sucesora como abadesa fue su sobrina, Sofía Isabel, la hija mayor de su hermanastro, el príncipe Juan Jorge I de Anhalt-Dessau.
Durante los doce años de su matrimonio, Dorotea María dio a luz a doce hijos (la última nacida póstumamente), incluyendo a Ernesto I de Sajonia-Gotha y el famoso general Bernardo de Sajonia-Weimar.
Dorotea María murió de las heridas sufridas mientras montaba a caballo. Su funeral tuvo lugar el 24 de agosto de 1617 en Schloss Hornstein (después castillo de Wilhelmsburg). En ocasión del funeral, fue creada la Sociedad Fructífera y su hermano menor, Luis de Anhalt-Köthen, fue elegido como su primer líder.